# Estación Hankar
La estación Hankar es una estación del sistema de metro de Bruselas situada en el ramal este de la línea 5. Hasta abril de 2009 formaba parte de la línea 1A. La estación fue abierta en 1976 y tiene el nombre de la plaza Baron Robert Hankar.
La estación presenta un mural gigante de Roger Somville, titulado «Notre temps» y que representa varios aspectos de la vida moderna en el momento de su construcción, entre ellos la represión que sufrió el pueblo chileno durante los primeros años de la dictadura militar encabezada por Augusto Pinochet, un homenaje a los obreros que construyeron el metro, un café nocturno y motociclistas que representan el avance de los tiempos. Fue diseñado e instalado desde 1974, finalizando el 30 de julio de 1976 e inaugurada el 20 de septiembre del mismo año junto con la apertura de la estación.